# Dorothy Richardson
Dorothy Richardson (Abingdon-on-Thames, 17 de mayo de 1873 - 17 de junio de 1957), novelista, poeta y periodista británica.

## Biografía
Era la tercera hija de Charles Richardson, que tenía dos aspiraciones: vivir como un gentlemen y tener un hijo varón. Pero, después de Dorothy, llegó otra niña y el padre, no del todo resignado, comenzó a tratar a Dorothy, de carácter más fuerte e indomable, como el varón que no había tenido.
Charles Richardson les proporcionó a sus hijas una infancia idílica, que transcurrió entre la despreocupación y los juegos, en una suntuosa mansión con amplios jardines, que la futura escritora recordará siempre como fuente de inspiración de sus primeras experiencias.
Dorothy recibió una buena educación en el South West London College femenino hasta que la situación económica de la familia decayó y la salud mental de la madre se resintió gravemente. En 1890, a la edad de 17 años, Dorothy acepta el trabajo de institutriz en una escuela de Hannover. De este modo consigue su independencia y comienza a orientar el futuro por su cuenta. Esta experiencia en Alemania la proveerá de materiales para su primera novela, Pointed Roofs. Desde este momento los datos biográficos de la escritora coinciden en gran medida con los que le suceden a Miriam Henderson, la protagonista de los trece capítulos o volúmenes de los que consta la serie Pilgrimage. En 1917 se casa con el pintor Alan Odle, dieciséis años más joven que ella y débil de salud. A la muerte de este, en 1938, la escritora se traslada a Cornualles donde vive en total soledad hasta 1951, en que, enferma y sin recursos, tiene que ser internada en un asilo, donde transcurren los últimos años de su existencia.

## Obra
En 1915, con la publicación de Pointed Roofs, se inaugura en la historia de la novela la renovación de las técnicas narrativas. No deja de ser significativo que, al reseñar esta obra, la escritora inglesa May Sinclair acuñase el término stream of consciousness, tomándolo prestado del psicólogo William James[cita requerida], y que, pocos años después, fuese empleado profusamente por James Joyce y Virginia Woolf.
Además de numerosos artículos periodísticos y de una colección de cuentos, publicados bajo el título Journey to Paradise, Dorothy Richardson concentró su actividad como escritora en la composición de Pilgrimage, una novela de trece volúmenes basada en los acontecimientos de su propia vida.
Después de la publicación del primer capítulo-volumen, Pointed Roofs, fueron apareciendo sucesivamente: Backwater, 1916; Honeycomb, 1917; The Tunnel, 1919; Interim, 1919; Deadlock, 1921; Revolving Lights, 1923; The Trap, 1925; Oberland, 1927; Dawn's Left Hand, 1931; Clear Horizon, 1935; y Dimple Hill, 1938. Diez años después de su muerte, se publicó el último volumen, March Moonlight, que la escritora había elaborado en los últimos años de su vida, dejándolo probablemente incompleto.
- Pilgramage consiste en un recorrido no acabado, en una peregrinación que no conduce a ningún sitio y, por esto, la obra fue considerada por algunos críticos como una sucesión indeterminada de episodios sin un proyecto coherente. Pero la realidad es bien distinta: los títulos y el contenido de cada novela se configuran como las etapas del recorrido por un laberinto, metáfora transparente de la vida entendida como un viaje. En este laberinto, el viajero tiene que proceder sin un mapa, moviéndose en el espacio que se despliega delante de él sin saber con seguridad qué camino debe escoger y basándose en los errores cometidos en los trechos ya recorridos para conseguir orientarse.

En el relato, Dorothy Richardson, en 2000 páginas, describe el difícil camino que Miriam, la protagonista, emprende hacia el interior de su propia conciencia para descubrirse y construirse a sí misma. Este proceso comienza cuando toma la decisión, en un valeroso acto, de abandonar la casa paterna y continúa a través de las experiencias que se van acumulando en el transcurso de su viaje. En este sentido, Pilgrimage es una novela de formación, en la que cada acontecimiento externo ejerce influencia en el desarrollo de la subjetividad de la protagonista.
- Datos: Q447268
- Multimedia: Dorothy Richardson / Q447268